# くぅ〜ちゃん
くぅ〜ちゃん（2001年4月18日 - 不明）は、ロングコート・チワワ種の雌の動物タレントである。日本ペットモデル協会所属。
2002年8月末から神谷佳成企画のアイフルのテレビCMで、清水章吾との共演で話題になった。これまでに写真集、絵本、CDが発売されている。
2006年4月、アイフルの不法取立てが社会問題化し、金融庁から全店舗の業務停止命令を受けたタイミングで、CMから降板した。

## 人気
2003年度のCM総合研究所調べによるテレビCMタレント・キャラクターの好感度ランキングで総合10位、オリジナルキャラクター部門ではNOVAうさぎに次いで2位に入るなど、金融系としては珍しく好評を博したこのCMはシリーズ化され、チワワの一大ブームを巻き起こした。くぅ〜ちゃんをイラスト化したキャラクター「ちわフル」も登場した。
CM総合研究所調べの2004年度のCM好感度調査では、1位に「くぅ〜ちゃん 帰宅編」、6位に「くぅ〜ちゃん 散髪編」、7位に「くぅ〜ちゃん ペンキ編」と、くぅ〜ちゃんが出演するアイフルのテレビCMがトップテンに3作ランクインした。

## プロフィール
妹の名前はすもも。
好物はとりのささみ。
2006年、2匹の子犬「たんぽぽ」（オス）と「ひまわり」（メス）を出産。

## 作品

### 写真集
- くるくるくぅー　癒し犬くぅーちゃんフォトブック

撮影：藤田政明　ソニー・マガジンズ　2003年　ISBN 4-7897-2000-4

### CD
- いつも、いっしょ。〜for Dogs & Human〜

2003年8月27日、東芝EMI、TOCT-25126
ジャケット写真にくぅ〜ちゃんを起用。くぅ〜ちゃんのテーマ「いつも、いっしょ。」（楯直己）収録。

### DVD
- くぅ〜ちゃんとこいぬ　シンフォレスト

2007年2月22日